# روچابرونا
روچابرونا (به ایتالیایی: Roccabruna) یک کومونه در ایتالیا است که در استان کونیو واقع شده‌است.

## خصوصیات
روچابرونا ۲۴٫۱ کیلومترمربع مساحت و ۱٬۴۸۲ نفر جمعیت دارد.